# Chiến tranh Iran – Israel
Chiến tranh Iran – Israel là một cuộc xung đột vũ trang diễn ra giữa Iran và Israel. Cuộc chiến bắt đầu vào ngày 13 tháng 6 năm 2025, khi Israel tiến hành một loạt đợt không kích nhằm vào hàng chục mục tiêu với tuyên bố nhằm ngăn chặn sự mở rộng chương trình hạt nhân của Iran.  Chiến dịch này được mật danh Chiến dịch Sư tử trỗi dậy, Trong khuôn khổ chiến dịch, Lực lượng Phòng vệ Israel (IDF) phối hợp với cơ quan tình báo Mossad đã tấn công nhiều cơ sở hạt nhân trọng yếu, các căn cứ quân sự và cả những khu vực dân cư có người sinh sống. Đáp trả lại, kể từ tối 13 tháng 6, Iran đã phát động Chiến dịch Lời hứa Đích thực III, triển khai hàng loạt tên lửa đạn đạo và máy bay không người lái nhằm vào các cơ sở quân sự, địa điểm tình báo cũng như một số khu dân cư của Israel.
Cuộc xung đột hiện tại được xem là bước leo thang nghiêm trọng trong mối thù địch kéo dài hàng thập kỷ giữa hai quốc gia. Từ lâu, Tehran đã không công nhận tính hợp pháp của nhà nước Israel và nhiều lần kêu gọi xóa sổ quốc gia này. Ngược lại, Israel luôn coi chương trình hạt nhân của Iran là một mối đe dọa sống còn đối với sự tồn vong của mình. Sau cuộc tấn công vào ngày 7 tháng 10 năm 2023, vốn đã châm ngòi cho một cuộc khủng hoảng lan rộng ở Trung Đông, căng thẳng giữa hai bên nhanh chóng gia tăng và chuyển hóa thành đối đầu vũ trang. Trong thời gian đó, Israel đã tiến hành nhiều chiến dịch nhằm làm suy yếu các lực lượng ủy nhiệm của Iran trong khu vực như Hamas và Hezbollah, đồng thời bắt đầu vạch ra kế hoạch hành động trực tiếp chống lại Iran. Hai quốc gia đã có những cuộc tấn công đáp trả lẫn nhau vào tháng 4 và tháng 10 năm 2024. Cao trào bùng nổ vào tháng 6 năm 2025, khi Israel tiến hành loạt cuộc không kích quy mô lớn chỉ một ngày sau khi thời hạn hai tháng mà Tổng thống Hoa Kỳ Donald Trump đặt ra nhằm đạt được một thỏa thuận ngăn chặn Iran phát triển vũ khí hạt nhân chính thức kết thúc.
Các cuộc không kích do Israel tiến hành đã khiến một số tướng lĩnh quân sự cấp cao của Iran thiệt mạng, bao gồm cả những chỉ huy thuộc Lực lượng Vệ binh Cách mạng Hồi giáo và các nhà khoa học hạt nhân hàng đầu của nước này, Theo Bộ Y tế Iran và tổ chức phi lợi nhuận Các nhà hoạt động nhân quyền tại Iran, hơn 200 dân thường cũng đã thiệt mạng trong các đợt tấn công. Một số cơ sở hạt nhân chiến lược bị phá hủy hoặc hư hại nghiêm trọng: phần nổi trên mặt đất của tổ hợp hạt nhân Natanz đã bị san phẳng (dù các cơ sở ngầm vẫn còn nguyên vẹn), trong khi cơ sở chuyển đổi uranium tại Isfahan bị hư hại nặng. Tuy nhiên, nhà máy làm giàu nhiên liệu ngầm Fordow dường như không bị ảnh hưởng. Ngoài ra, Israel còn nhắm mục tiêu vào một tổ hợp tên lửa gần thành phố Tabriz, một căn cứ tên lửa ở Kermanshah, và các cơ sở thuộc IRGC tại Tehran và Piranshahr. Các đợt không kích cũng gây thiệt hại cho nhiều hạ tầng dân sự. Đáp trả lại, theo tuyên bố từ Lực lượng Phòng vệ Israel, Iran đã phóng khoảng 100 tên lửa trong đợt trả đũa đầu tiên, và tiếp tục bắn thêm nhiều tên lửa trong các đợt tiếp theo. Cùng ngày, Iran cũng đã triển khai hơn 100 máy bay không người lái nhằm vào lãnh thổ Israel. Phía chính phủ Israel cho biết các đợt tấn công của Iran khiến khoảng 24 người thiệt mạng, tất cả đều là dân thường.
Các cuộc tấn công của Israel đã vấp phải sự lên án mạnh mẽ từ nhiều quốc gia trong thế giới Hồi giáo, bao gồm Thổ Nhĩ Kỳ, Pakistan và Ai Cập, cùng với các cường quốc như Trung Quốc, Nga. Tuy nhiên, một số nhóm đối lập Iran cùng với cựu Tổng thống Hoa Kỳ Donald Trump đã lên tiếng ủng hộ các hành động này. Ông Trump thậm chí còn kêu gọi Iran nhanh chóng chấp nhận một thỏa thuận nhằm chấm dứt chương trình hạt nhân gây tranh cãi. Một số quốc gia phương Tây đã lên tiếng tái khẳng định quan điểm rằng Iran không được phép sở hữu vũ khí hạt nhân, đồng thời kêu gọi cả hai bên kiềm chế để tránh đẩy khu vực vào một cuộc xung đột quy mô lớn hơn. Pháp, Đức và Vương quốc Anh cũng thể hiện sự ủng hộ đối với Israel, nhấn mạnh rằng nước này có quyền tự vệ trước các mối đe dọa.  Về phần mình, Liên Hợp Quốc bày tỏ quan ngại sâu sắc trước tình hình và kêu gọi các bên nhanh chóng xuống thang căng thẳng, tránh để xung đột lan rộng và vượt tầm kiểm soát.

## Bối cảnh

### Cuộc đối đầu giữa Iran – Israel
Israel và Iran từng có mối quan hệ tương đối chặt chẽ trước khi Cách mạng Hồi giáo năm 1979 diễn ra. Về sau, quan hệ giữa hai nước trở nên căng thẳng, khi Israel coi chương trình hạt nhân của Iran là mối đe dọa sống còn, lo ngại rằng Tehran đang âm thầm phát triển vũ khí hạt nhân nhằm vào nhà nước Do Thái.
Mặc dù Iran và Israel từ lâu đã đối đầu thông qua các lực lượng ủy nhiệm, nhưng năm 2024 đánh dấu lần đầu tiên hai quốc gia này công khai tấn công lẫn nhau một cách trực tiếp. Vào tháng 4 năm 2024, Israel tiến hành một cuộc không kích nhằm vào lãnh sự quán Iran tại Damascus, khiến một số sĩ quan Iran thiệt mạng. Đáp trả, Iran đã phóng tên lửa và triển khai các đòn tấn công nhằm vào lãnh thổ Israel. Israel sau đó tiến hành các cuộc không kích trả đũa nhằm vào các mục tiêu tại Iran. Đến tháng 7 năm 2024, căng thẳng tiếp tục leo thang khi Israel thực hiện một vụ ám sát gây chấn động, sát hại thủ lĩnh Hamas Ismail Haniyeh ngay tại thủ đô Tehran. Tháng 10 cùng năm, vòng xoáy bạo lực tiếp tục khi Iran phát động tấn công vào Israel, và Israel nhanh chóng đáp trả bằng các đòn không kích vào sâu bên trong lãnh thổ Iran.